# Kunovice (Vsetín)
Kunovice é uma comuna checa localizada na região de Zlín, distrito de Vsetín.